# Puertas insonorizadas
Se denomina
puertas insonorizadas, a puertas que han sido diseñadas para minimizar la transmisión de la energía acústica (sonido) a través de ellas. Las puertas insonorizadas son diseñadas bien para permitir insonorizar los recintos que delimitan (minimizando la percepción dentro de dichos recintos de sonidos provenientes desde fuera de los mismos, por ejemplo en estudios de grabación, radio o de TV), o bien para evitar que los sonidos provenientes de determinados recintos puedan ser captados en su exterior (por ejemplo en locales de música bailable, minimizar el impacto de la misma sobre habitantes de propiedades vecinas).

## Características
La insonorización se logra mediante puertas que poseen un diseño (geometría y materiales), y características tales que minimizan en gran medida el paso de las ondas sonoras tanto a través de la hoja de la puerta, como por los intersticios y puntos de contacto entre la puerta y su marco. 
En general el cuerpo de la puerta es construido mediante una combinación de materiales que brindan características estructurales apropiadas, a los que se adosan y/o rellenan con materiales especiales que son buenos absorbentes de las ondas sonoras.
En cuanto a los sistemas para bloqueo de los intersticios entre la puerta y su marco, existen una variedad de muelles retenedores, cierre antipático, cerraduras y visores insonorizados. El sellado se realiza mediante laberintos de juntas elásticas con triple plegado, que garantizan la estanqueidad de la puerta, y la correcta insonorización de estas.
Existen sistemas mediante bisagras helicoidales que permiten prescindir del necesario marco inferior sin que se afecte el nivel de insonorización de la puerta. La puerta cuando abre es levantada por la bisagra, permitiendo su libre apertura; cuando se cierra, la bisagra baja la puerta hasta la posición final donde, bajo efectos de la gravedad, se ve comprimida conjuntamente con una banda de neopreno sobre el suelo.